# Rötter (singel)
Rötter är en singelskiva av reggae/hiphop/ragga-gruppen Svenska Akademien från 2002.

## Låtlista
1. Rötter
2. Det pågår ett krig i ditt köpcenter